# Carolyna
"Carolyna" é o terceiro single tirado do álbum This Time da cantora britânica Melanie C.
O compacto foi lançado em Junho de 2007, mesma época do retorno das Spice Girls, do qual Mel C fez parte.

## Lançamento
Apesar de Mel C ter feito um show no Festival Isle Of Wight na semana do lançamento de "Carolyna" no seu MySpace oficial, o single acabou sendo ofuscado por causa da volta das Spice Girls em 28 de junho, a mesma coisa que aconteceu com If That Were Me em 2000. 
O mesmo guitarrista que trabalhou com as Spice Girls desde o primeiro show co-escreveu "Carolyna".

## Clipe
O clipe foi filmado no dia 3 de maio de 2007 e dirigido por Tim Royes. Fala sobre uma garota infeliz e com muitos problemas, que começa a ver imagens de Melanie em espelhos. Mel C também aparece cantando na festa em que Carolyna está. No final, Carolyna, que já está desesperada, aparece destruindo o seu próprio quarto, até que Melanie C aparece e estende as mãos para ela, como um gesto de ajuda.

## CD Single
Reino Unido
1. Carolyna
2. Carolyna (Boogieman Club Mix - Radio Edit)
3. Carolyna (The Lawsy Remix)
4. First Day Of My Life

DVD single
1. Carolyna (Vídeo)
2. First Day Of My Life (Vídeo)
3. Fragile (Edit - With Picture Gallery)

German Version
1. Carolyna
2. Carolyna (Boogieman Club Mix)
3. I Want Candy
4. Carolyna (Boogieman Remix Radio Version)
5. Carolyna (Boogieman Club Mix Extended Version)

## Posições nas paradas
| Chart (2007) | Posição |
| ------------ | ------- |
| Reino Unido  | 49      |
| Portugal     | 1       |
| Itália       | 16      |
| Alemanha     | 28      |
| Áustria      | 42      |
| Austrália    | 49      |
| Suíça        | 31      |